# Киняев, Владимир Фёдорович
Владимир Фёдорович Киняев (10 апреля 1929, Мерв, Туркменская ССР, СССР—2006, Санкт-Петербург, Россия) — советский оперный певец (драматический баритон). Народный артист РСФСР (1976). Отец органиста Олега Киняева.

## Биография
Родился в 1929 году в городе Мерв (Мары), Туркмения. В 1957 году окончил Минское музыкальное училище им. М. Глинки, после чего работал в театрах и филармониях различных городов СССР, в том числе в Донецком театре оперы и балета. В 1965 году из Донецкого театра перешёл в Академический театр оперы и балета им. С. М. Кирова. Один из ведущих артистов оперы в театре. Исполнил вокальные партии князя Игоря в одноимённом фильме-опере (1969) и сержанта Сомова в комедии «Трембита» (1968). Вёл активную концертную деятельность в СССР и за рубежом.
Умер в 2006 году, похоронен в Санкт-Петербурге на Волковском кладбище.

## Творчество
Обладал чрезвычайно красивым по тембру сильным драматическим баритоном матового характера, ровным и относительно мягким звукоизвлечением. Исполнял ведущие партии баритонового репертуара. Среди прочих достоинств критики отмечали лёгкость и свободу пения, яркую внешность и темперамент, актёрское мастерство Киняева. Индивидуальность артиста, в соответствии с наиболее часто исполняемыми им партиями героев русской классической оперы, тяготела к эпически-монументальной образной характеристике персонажей. Творческая личность Киняева наиболее ярко раскрывалась именно в этом репертуаре. Лучшие партии — Мазепа, Князь Игорь, Грязной («Царская невеста»), Борис Годунов, Князь («Чародейка»).

### Оперные партии
- «Князь Игорь» А. П. Бородина — князь Игорь Святославич
- «Борис Годунов» М. П. Мусоргского — Борис Годунов
- «Чародейка» П. И. Чайковского — Князь
- «Демон» А. Г. Рубинштейна — Демон
- «Царская невеста» Н. А. Римского-Корсакова — Григорий Грязной
- «Риголетто» Дж. Верди — Риголетто
- «Трубадур» Дж. Верди — граф ди Луна
- «Кармен» Ж. Бизе — Эскамильо

### Озвучивание
Голос певца звучит в художественных кинофильмах:
- 1969 — «Князь Игорь» (фильм-опера, вокальная партия князя Игоря Святославича)